# Åsa Lind
Åsa Lind (ur. 1958 w Karbäcken) – szwedzka autorka książek dla dzieci i młodzieży.
Nakładem Wydawnictwa Zakamarki w Polsce ukazały się następujące tytuły w tłumaczeniu Agnieszki Stróżyk:
| L.p. | Tytuł polski                         | Tytuł oryginalny                | Ilustracje      | Rok pierwszego wydania w Szwecji | Rok pierwszego wydania w Polsce | ISBN              |
| ---- | ------------------------------------ | ------------------------------- | --------------- | -------------------------------- | ------------------------------- | ----------------- |
| 1    | Piaskowy Wilk                        | Sandvargen                      | Kristina Digman | 2002                             | 2007                            | 978-83-609-6311-1 |
| 2    | Piaskowy Wilk i ćwiczenia z myślenia | Mera Sandvargen                 | Kristina Digman | 2003                             | 2008                            | 978-83-60963-35-7 |
| 3    | Piaskowy Wilk i prawdziwe wymysły    | Sandvargen och hela härligheten | Kristina Digman | 2004                             | 2009                            | 978-83-60963-67-8 |
| 4    | Raz, dwa, trzy, Piaskowy Wilk        | Stora Boken om Sandvargen       | Kristina Digman | 2006                             | 2012                            | 978-83-7776-017-8 |
| 5    | Chusta babci                         | Mormors sjal                    | Joanna Hellgren | 2012                             | 2013                            | 978-83-7776-044-4 |
| 6    | Ekspedycja Elliki Tomson             | Ellika Tomsons första bok       | Emma Göthner    | 2008                             | 2023                            | 978-83-7776-257-8 |